# Бабаті
Бабаті — це маленьке місто у Танзанії, адмінцентр регіону Маньяра. Воно знаходиться за 172 км на північ від Аруші.
Бабаті є частиною однойменного району з 303 013 мешканцями. Його координати 4°13'S 35°44'E, висота над рівнем моря — близько  1 500 метрів.

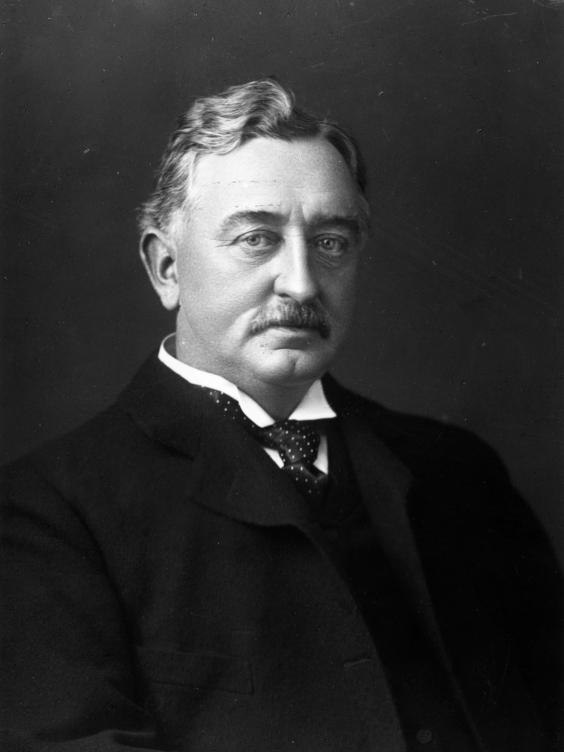
Сесіль Родс

 Знаходиться воно поблизу важливої дороги між Арушею та Додомою, частиною всеафриканського шосе, колись запропонованого Сесілем Родсом. За 40 км на північ від нього розташоване озеро Маньяра, а у самому місті є озеро Бабаті, де, за чутками, мешкають гіпопотами.
Окрім Аруші та Додоми, розташованих на півночі та півдні відповідно, район Бабаті має суміжний кордон із Сіманджиро на південному сході, Ханангом на південному заході та з Мбулу на північному заході.
Комісаром району Бабаті є Хадіджа Р. Р. Нйємбо
У 2003 році, школа «П'ять шляхів короля Едуарда VI» у Бірмінгемі, Велика Британія, заснувала групу зв'язків з Бабаті, щоб просувати освітні зв'язки з Бабаті. Ця група близько співпрацювала із Середньою Денною школою у місті Бабаті.

## Округи
Район Бабаті поділений на 21 округ.
| Аррі   | Бабаті  | Башнет |
| Бонга  | Дабіл   | Дареда |
| Дуру   | Галлапо | Гідас  |
| Кіру   | Мадунга | Магара |
| Магугу | Маміре  | Мвада  |
| Нкаіті | Кваш    | Рірода |
| Сігіно | Сінге   | Уфана  |

## Культурний туризм
Бабаті — це також домівка для Трекінгу Кахембе та Культурних Сафарі. Культурний туризм спонукає усіх зацікавлених відвідати до сільських зон, спілкуватися з місцевим населенням у їхніх селах та домівках, їсти та пити різні їжу і напої, приєднуватися до місцевих церемоній, танців, ритуалів, щоб, таким чином, дізнатися що-небудь про країну і відтак насолодитися повним досвідом відвідин і вивчення Танзанії.

## Виноски
1. ↑  Дані державного перепису Танзанії(англ.)
2. ↑  tanzania.go.tz/govdirf.html(суах.)